# Liste der Landkirchen auf Gotland

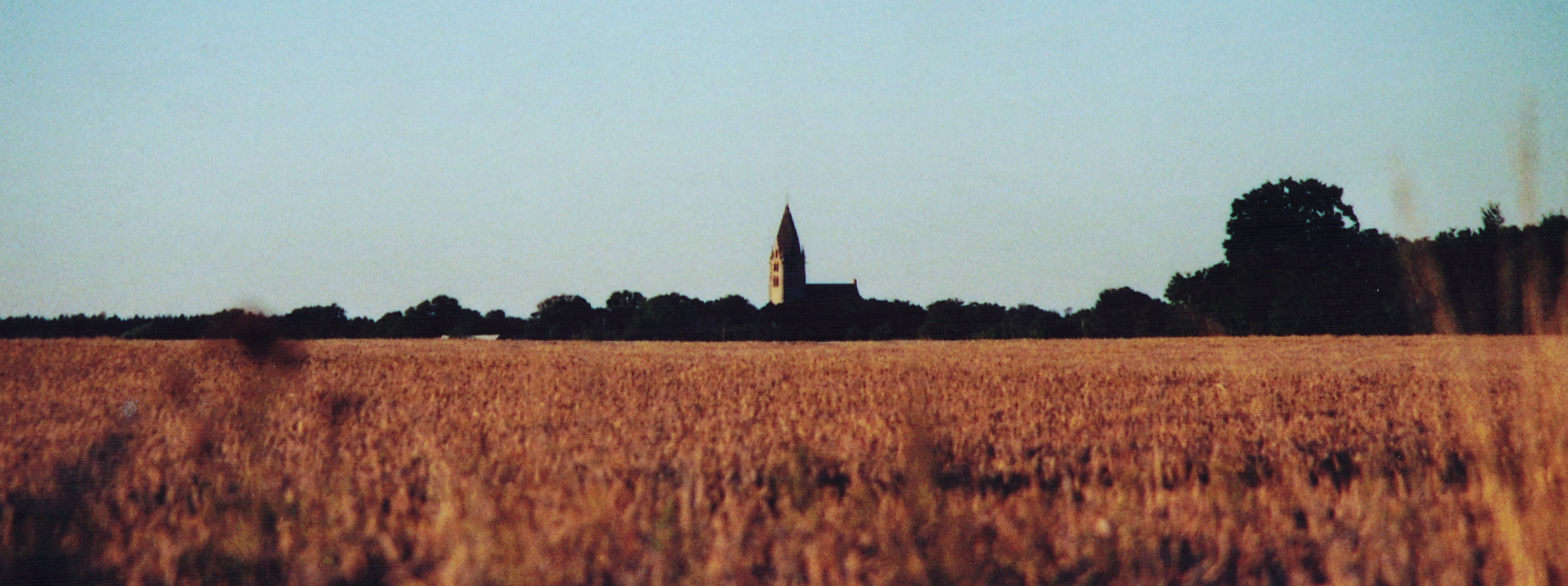
Landkirche aus der Ferne (hier Dalhem)

Auf der schwedischen Insel Gotland und der Nachbarinsel Fårö gibt es insgesamt 92 mittelalterliche Kirchen, die noch als Kirchen verwendet werden, und mehrere Kirchenruinen (Ödekyrka). 91 davon sind Landkirchen; hinzu kommt der Dom zu Visby.
In alphabetischer Reihenfolge sind dies:
1. Kirche von Akebäck
2. Kirche von Ala
3. Kirche von Alskog
4. Kirche von Alva
5. Kirche von Anga
6. Kirche von Ardre
7. Kirche von Atlingbo
8. Kirche von Bäl
9. Kirche von Barlingbo
10. Kirche von Björke
11. Kirche von Boge
12. Kirche von Bro
13. Kirche von Bunge
14. Kirche von Burs
15. Kirche von Buttle
16. Kirche von Dalhem
17. Kirche von Eke
18. Kirche von Ekeby
19. Kirche von Eksta
20. Kirche von Endre
21. Kirche von Eskelhem
22. Kirche von Etelhem
23. Kirche von Fardhem
24. Kirche von Fårö
25. Kirche von Fide
26. Kirche von Fleringe
27. Kirche von Fole
28. Kirche von Follingbo
29. Kirche von Fröjel
30. Kirche von Gammelgarn
31. Kirche von Ganthem
32. Kirche von Garde
33. Kirche von Gerum
34. Kirche von Gothem
35. Kirche von Grötlingbo
36. Kirche von Guldrupe
37. Kirche von Hablingbo
38. Kirche von Hall
39. Kirche von Halla
40. Kirche von Hamra
41. Kirche von Hangvar
42. Kirche von Havdhem
43. Kirche von Hejde
44. Kirche von Hejdeby
45. Kirche von Hejnum
46. Kirche von Hellvi
47. Kirche von Hemse
48. Kirche von Hogrän
49. Kirche von Hörsne
50. Kirche von Källunge
51. Kirche von Klinte
52. Kirche von Kräklingbo
53. Kirche von Lärbro
54. Kirche von Lau
55. Kirche von Levide
56. Kirche von Linde (Gotland)
57. Kirche von Lojsta
58. Kirche von Lokrume
59. Kirche von Lummelunda
60. Kirche von Lye
61. Kirche von Martebo
62. Kirche von Mästerby
63. Kirche von När
64. Kirche von Näs
65. Kirche von Norrlanda
66. Kirche von Öja
67. Kirche von Östergarn
68. Kirche von Othem
69. Kirche von Roma
70. Kirche von Rone
71. Kirche von Rute
72. Kirche von Sanda
73. Kirche von Silte
74. Kirche von Sjonhem
75. Kirche von Sproge
76. Kirche von Stånga
77. Kirche von Stenkumla
78. Kirche von Stenkyrka
79. Kirche von Sundre
80. Kirche von Tingstäde
81. Kirche von Tofta
82. Kirche von Träkumla
83. Kirche von Vall
84. Kirche von Vallstena
85. Kirche von Vamlingbo
86. Kirche von Vänge (Gotland)
87. Kirche von Väskinde
88. Kirche von Västergarn
89. Kirche von Västerhejde
90. Kirche von Väte
91. Kirche von Viklau

- Karte mit allen verlinkten Seiten:
- OSM |
- WikiMap